# León Picardo
 (septembre 2023).
La mise en forme du texte ne suit pas les recommandations de Wikipédia : il faut le « wikifier ».
Les points d'amélioration suivants sont les cas les plus fréquents. Le détail des points à revoir est peut-être précisé sur la page de discussion.
- Les titres sont pré-formatés par le logiciel. Ils ne sont ni en capitales, ni en gras.
- Le texte ne doit pas être écrit en capitales (les noms de famille non plus), ni en gras, ni en italique, ni en « petit »…
- Le gras n'est utilisé que pour surligner le titre de l'article dans l'introduction, une seule fois.
- L'italique est rarement utilisé : mots en langue étrangère, titres d'œuvres, noms de bateaux, etc.
- Les citations ne sont pas en italique mais en corps de texte normal. Elles sont entourées par des guillemets français : « et ».
- Les listes à puces sont à éviter, des paragraphes rédigés étant largement préférés. Les tableaux sont à réserver à la présentation de données structurées (résultats, etc.).
- Les appels de note de bas de page (petits chiffres en exposant, introduits par l'outil «  Source ») sont à placer entre la fin de phrase et le point final[comme ça].
- Les liens internes (vers d'autres articles de Wikipédia) sont à choisir avec parcimonie. Créez des liens vers des articles approfondissant le sujet. Les termes génériques sans rapport avec le sujet sont à éviter, ainsi que les répétitions de liens vers un même terme.
- Les liens externes sont à placer uniquement dans une section « Liens externes », à la fin de l'article. Ces liens sont à choisir avec parcimonie suivant les règles définies. Si un lien sert de source à l'article, son insertion dans le texte est à faire par les notes de bas de page.
- La présentation des références doit suivre les conventions bibliographiques. Il est recommandé d'utiliser les modèles {{Ouvrage}}, {{Chapitre}}, {{Article}}, {{Lien web}} et/ou {{Bibliographie}}. Le mode d'édition visuel peut mettre en forme automatiquement les références.
- Insérer une infobox (cadre d'informations à droite) n'est pas obligatoire pour parachever la mise en page.

Pour une aide détaillée, merci de consulter Aide:Wikification.
Si vous pensez que ces points ont été résolus, vous pouvez retirer ce bandeau et améliorer la mise en forme d'un autre article.

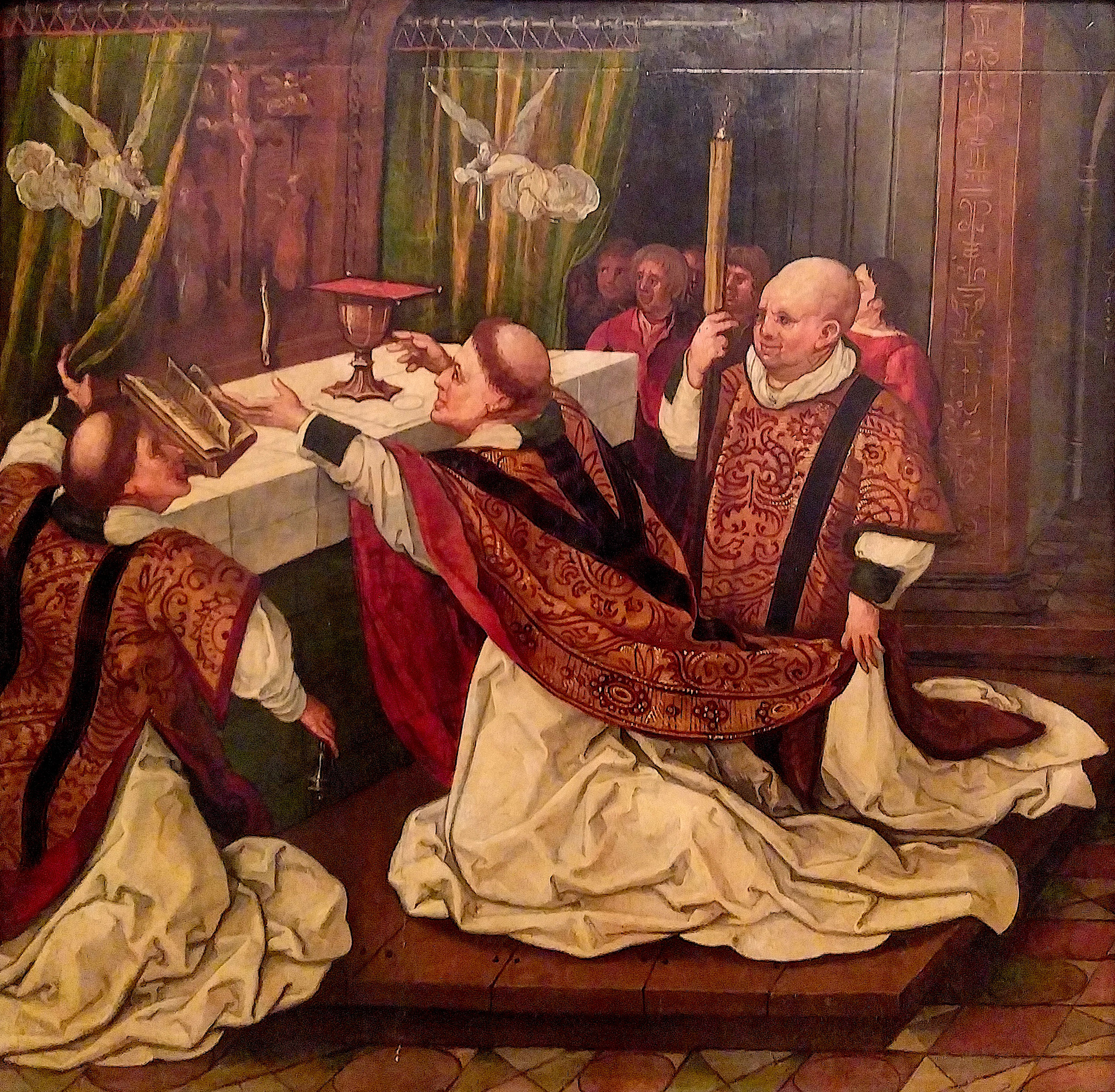
Huile sur panneau attribuée à Leon Picardo - XVIe siècle.

León Picardo (mort à Burgos en 1541) est un peintre espagnol supposé d'origine française (plus précisément de Picardie, d'où son nom), actif en Castille durant le premier tiers du XVIe siècle. Très prestigieux à son époque bien qu'aujourd'hui sa renommée soit plus discrète. Il a dû disposer d'un atelier important pour répondre aux commandes et son activité économique la plus productive fut la dorure de retables.

## Biographie
On suppose qu'il s'est formé en Flandre, dans le cercle de Quentin Massys. En 1509 il est installé dans la ville de Burgos. Il travaille pour d'importants clients, aussi bien la Maison de Velasco que le cardinal Cisneros, et ainsi obtient une grande renommée. Il collabore avec les sculpteurs Felipe Bigarny et Diego de Siloé comme doreur de retables. Entre 1529 et 1531 il termine la polychromie du retable majeur de la cathédrale d'Oviedo.
Beaucoup d'œuvres lui sont attribuées mais la seule vraiment documentée est la table du Martyre de San Vicente, peinte à l'origine pour le sanctuaire de sainte Casilda et exposée actuellement dans le musée de la cathédrale de Burgos.
Diverses œuvres exposées au musée du Prado lui sont attribuées : principalement deux originaires du monastère de Támara de Campos (une Annonciation et une Purification) et un Paysage avec architecture.
Le retable de Saint-Barthélemy confié par la famille Gumiel pour l'église de San Esteban de Burgos (actuellement dans l'église de San Lesmes), est une œuvre de grande qualité mais dont l'attribution à Picardo reste problématique.
Il est enterré au couvent de San Pablo de Burgos, aujourd'hui disparu. Les moines du couvent le désignaient comme « très bon ami de cette maison ».
Beaucoup d'artistes de Burgos du premier tiers du XVIe siècle furent très influencés par le style de Picardo. En dehors du milieu local, il a influencé le Maître de Llanes (auteur de retables exposés à la colegiata de Santillana del Mar situé à Llanes).